# Ethnos360
Ethnos360 (anciennement New Tribes Mission) est une organisation missionnaire chrétienne évangélique interconfessionnelle internationale. Son siège est situé à Sanford (Floride), aux États-Unis.

## Histoire
L’organisation a été fondée sous le nom de New Tribes Mission en 1942 par Paul Fleming ,. En 2017, elle a été renommée Ethnos360. En 2020, elle compterait 2500 missionnaires de diverses églises évangéliques.

## Controverses
Elle a été critiquée par des ONG pour avoir cherché à contacter plusieurs tribus amérindiennes reculées des forêts d’Amérique du Sud, pour les évangéliser, dans les années 1970 et 1980, ce qui aurait affaibli leurs systèmes immunitaires, ces derniers étant sensibles aux microbes importés par des éléments exogènes et entraînant des changements culturels. En 1991, la mission menée auprès de la tribu amazonienne Zo’é a par exemple causé la mort de plusieurs dizaines de personnes en les exposant à des maladies comme la malaria ou la grippe.
NTM est aussi entrée en contact avec les Mlabri, peuple de Thaïlande, avec l'objectif de les évangéliser. Pour cela, ils leur ont apporté de nombreux objets tels que des motos, des radios, des télévisions...
En 2009, l’organisation a commandé une étude de l’organisation chrétienne GRACE afin d’enquêter sur des abus sexuels commis sur des enfants de missionnaires par des éducateurs au Sénégal. Le rapport a fait état d’abus se produisant alors que les enfants étaient sous la garde d’éducateurs dans des camps tandis que leurs parents étaient dans des missions éloignées, ainsi qu’une culture du silence qui exigeait un renvoi immédiat de l’accusé, mais qui recommandait de ne pas signaler les abus à la police.
En 2014, alors qu’il travaillait comme missionnaire au Brésil, Warren Scott Kennell a été condamné à cinquante-huit ans de prison pour avoir produit de la pédopornographie et avoir abusé sexuellement de plusieurs enfants. En 2018, Manoel de Oliveira, autre membre de l'organisation, a été condamné à trois ans de prison pour avoir réduit en esclavage des autochtones Zo’é dans sa plantation de noix de cajou. D'autre part, elle a été critiquée par des médias en 2020, dans un contexte de pandémie de maladie à coronavirus, pour avoir continué ses missions d'évangélisation des peuples autochtones isolés, au risque de propager la maladie parmi ces populations très vulnérables.
Ethnos360 entretient de bons rapports avec le président Jair Bolsonaro après son entrée en fonction en 2019. Celui-ci encourage l'organisation dans ses missions d'évangélisation des peuples autochtones et nomme à la tête de la Funai, l’agence gouvernementale brésilienne de protection des indigènes, Ricardo Lopes Dia, qui a travaillé pendant dix ans pour New Tribes Mission.